# توشیهارو ناکامورا
توشیهارو ناکامورا (انگلیسی: Toshiharu Nakamura؛ زادهٔ ۲۳ دسامبر ۱۹۳۵) بازیکن هاکی روی چمن اهل ژاپن بود.